# ألغايدا
بلدية الغَيضة أو (نقحرة: ألغايدا) (بالإسبانية: Algaida) هي بلدية تقع في منطقة جزر البليار شرق إسبانيا.

## الديموغرافيا
بلغ عدد سكان بلدية الغَيضة 5.273 نسمة عام 2011 (وفقاً للمعهد الوطني للإحصاء الإسباني).
| 3.461 | 3.661 | 3.902 | 4.258 | 4.527 | 5.050 | 5.273 |

## أعلام
- فيكتور كاساديسوس